# Betania, Teopisca
Betania är en ort i Mexiko.   Den ligger i kommunen Teopisca och delstaten Chiapas, i den sydöstra delen av landet, 800 km öster om huvudstaden Mexico City. Betania ligger 2 211 meter över havet och antalet invånare är 2 274.
Terrängen runt Betania är kuperad åt nordost, men åt sydväst är den bergig. Runt Betania är det ganska tätbefolkat, med 104 invånare per kvadratkilometer. Närmaste större samhälle är San Cristóbal de las Casas, 18,8 km nordväst om Betania. I omgivningarna runt Betania växer huvudsakligen savannskog.